# Marcipa disrupta
Marcipa disrupta là một loài bướm đêm trong họ Erebidae.